# Maryna Hladoen
Maryna Hladoen (Oekraïens: Марина Гладун) geboren Samodaj (Oek.: Самодай) (Soemy, 18 september 1992) is een Oekraïense beachvolleybalspeler. Met Tetjana Lazarenko werd ze in 2025 Europees kampioen.

## Carrière
Hladoen nam tussen 2008 en 2013 mee aan verschillende Europese en wereldkampioenschappen bij de junioren. In 2008 werd ze met Tetjana Soekatsj zevende bij de EK onder 18 in Loutraki en negende bij de WK onder 19 in Den Haag. Het jaar daarop werd ze met Ksenija Tsjekmarjova vijfde bij de EK onder 20 op Kos. Met Jelyzaveta Soelima deed ze in 2010 mee aan de WK onder 19 in Porto en eindigde ze in 2013 als vierde bij de EK onder 22 in Varna. Van 2010 tot en met 2018 verbleef Hladoen in de Verenigde Staten, waar ze studie en sport combineerde. Ze volleybalde de eerste twee seizoenen voor het zaalteam van Seminole State College en studeerde van 2012 tot en met 2015 aan Florida International University. Het eerste jaar speelde ze als receptie-hoek in de zaal en daarna kwam ze drie seizoenen in actie op het zand. Na haar studie bleef ze nog twee jaar in de VS. In 2016 speelde ze met Kimberly Hildreth zes toernooien in de National Volleyball League en het jaar daarop nog een wedstrijd met Kirstin Heldt.
In 2018 debuteerde Hladoen met Diana Loenina in Ljubljana in de FIVB World Tour. In het seizoen 2018/19 nam het duo deel aan zestien toernooien. Bij vier kleinere toernooien eindigden ze op het podium: tweede in Langkawi en Aydin en derde in Ljubljana en Satun. Bij de Europese kampioenschappen in Moskou strandden ze na drie nederlagen in de groepsfase. In 2021 kwam ze met verschillende partners zes keer in actie in de mondiale competitie. Sinds 2023 vormt Hladoen een team met Tetjana Lazarenko. Het duo deed dat jaar mee aan vier toernooien in de Beach Pro Tour – de opvolger van de World Tour. Ze wonnen het Future-toernooi van Warschau. Het seizoen daarop namen ze deel aan zeven toernooien in de internationale competitie. Ze wonnen goud bij het Challenge-toernooi van Chennai door het Amerikaanse tweetal Hailey Harward en Kylie DeBerg in de finale te verslaan en kwamen bij drie Future-toernooien tot drie podiumplaatsen. Bij de EK in Nederland gingen ze als groepswinnaar door naar de achtste finale waar ze werden uitgeschakeld door Katja Stam en Raïsa Schoon. In 2025 wonnen Hladoen en Lazarenko het Challenge-toernooi van Ermland-Mazurië. In Düsseldorf werd het duo Europees kampioen ten koste van het Franse tweetal Clémence Vieira en Aline Chamereau.

## Palmares
Kampioenschappen
- 2025:  EK

FIVB World Tour
- 2018:  1* Ljubljana
- 2019:  1* Satun
- 2019:  1* Langkawi
- 2019:  2* Aydin

Beach Pro Tour
- 2023:  Warschau Future
- 2024:  Ios Future
- 2024:  Baden Future
- 2024:  Rakvere Future
- 2024:  Chennai Challenge
- 2025:  Ermland-Mazurië Challenge

## Persoonlijk
Haar broer Valerij Samodaj die uitkomt voor Rusland is eveneens beachvolleyballer.